# Estância (tiểu vùng)
Estância là một tiểu vùng thuộc bang Sergipe, Brasil. Tiều vùng này có diện tích 2043 km², dân số năm 2007 là 110847 người.